# (2433) Sootiyo
(2433) Sootiyo es un asteroide perteneciente al cinturón de asteroides, descubierto el 5 de abril de 1981 por Edward Bowell desde la Estación Anderson Mesa  (condado de Coconino, cerca de Flagstaff, Arizona, Estados Unidos).

## Designación y nombre
Designado provisionalmente como 1981 GJ. Fue nombrado Sootiyo en homenaje a la tribu hopi con la palabra que significa "niño estrella".